# Echeneis neucratoides
Az Echeneis neucratoides a sugarasúszójú halak (Actinopterygii) osztályának sügéralakúak (Perciformes) rendjébe, ezen belül az Echeneidae családjába tartozó faj.

## Előfordulása
Az Echeneis neucratoides kizárólag az Atlanti-óceán nyugati felén fordul elő. Az Amerikai Egyesült Államokbeli Massachusettstól kezdve, a Mexikói-öböl északi részén és a Bahama-szigeteken keresztül, egészen Dél-Amerika északi partjáig található meg.

## Megjelenése
Ez a hal általában 50 centiméter hosszú, de akár 75 centiméteresre is megnőhet. A fején tapadókorong van.

## Életmódja
Szubtrópusi és tengeri hal, amely a korallzátonyok közelében él, kisebb-nagyobb távolságban a partoktól.

## Felhasználása
A remorák e rokonát ipari mértékben halásszák.